# Amerikanska Jungfruöarna vid världsmästerskapen i friidrott 2009
Amerikanska Jungfruöarna deltog vid Världsmästerskapen i friidrott 2009 i Berlin.

## Deltagare

### Herrar
| Gren      | Namn          |
| 100 meter | Adrian Durant |
| 400 meter | Tabarie Henry |

### Damer
| Gren      | Namn                                      |
| 100 meter | LaVerne Jones-Ferrette Courtney Patterson |
| 200 meter | LaVerne Jones-Ferrette                    |